# Xenoses
Xenoses is een geslacht van vlinders uit de familie wespvlinders (Sesiidae), onderfamilie Sesiinae.
Xenoses is voor het eerst wetenschappelijk beschreven door Durrant in 1924. De typesoort is Xenoses macropus.

## Soort
Xenoses omvat de volgende soort:
- Xenoses macropus Durrant, 1924